# الأرقم بن أبي الأرقم
أبو عبد الله الأرقم بن أبي الأرقم عبد مناف بن أسد المخزومي صحابي من السابقين الأولين في الدخول إلى الإسلام. اتخذ النبي محمد ﷺ من دار الأرقم مقراً للدعوة بداية الإسلام. وقد هاجر الأرقم إلى يثرب، وشارك مع النبي محمد ﷺ في غزواته كلها. توفي الأرقم بالمدينة المنورة في خلافة معاوية بن أبي سفيان، وقد جاوز عمره الثمانين.

## سيرته
أسلم الأرقم بن أبي الأرقم عبد مناف بن أسد بن عبد الله بن عمر بن مخزوم قديمًا، فكان من السابقين إلى الإسلام، فكان سابع سبعة أسلموا، وقيل الثاني عشر، وقيل بعد عشرة. وأم الأرقم هي أميمة بنت الحارث بن حبالة الخزاعية، وقيل اسمها تماضر بنت حذيم من بني سهم من قريش، وقيل اسمها صفية بنت الحارث بن خالد الخزاعية.
كانت دار الأرقم بمكة التي كانت على جبل الصفا مقرًا لدعوة النبي محمد ﷺ إلى الإسلام في بداية الدعوة إلى الإسلام. وقد هاجر الأرقم إلى يثرب، وآخى النبي محمد ﷺ بينه وبين أبي طلحة زيد بن سهل. وشهد مع الرسول ﷺالغزوات كلها، ومنحه النبي ﷺ سيفًا من غنائم غزوة بدر. كما أسند إليه النبي ﷺ أمر الصدقات.
توفي الأرقم بن أبي الأرقم بالمدينة المنورة سنة 55 هـ، وعمره بضعًا وثمانين سنة، وقيل مات سنة 53 هـ، وعمره 83 سنة، (وبذلك يستنتج إنه ولد في عقد السنوات 30 - 40 قبل الهجرة تقريبا)، وصلّى عليه سعد بن أبي وقاص بحسب وصية الأرقم، ودفن بالبقيع. وكان للأرقم من الولد عبيد الله وعثمان وصفية أمهاتهم أمهات ولد، وأمية ومريم أمهما هند بنت عبد الله بن الحارث من أسد بن خزيمة.
وللأرقم رواية للحديث النبوي أوردها أحمد بن حنبل في مسنده.